# Sete tesouros coloniais de Goiás
Os Sete tesouros coloniais de Goiás são obras ou representações artísticas que representavam o Estado de Goiás no período coloniais que se tornaram muito conhecidas no Brasil e em todo o Império Português. O interessante é que a capital Vila Boa (Atual Cidade de Goiás)  não possui nenhum item listado.

## Os tesouros
Sinos de Pilar - Pilar de Goiás conhecida pelos seus sinos de 900 quilos,  montados em elegante torre sineira, toda de aroeira, resistem aos séculos e a incúria dos homens.
Cadeia de Trayrás - Cadeia de segurança máxima onde era impossível se escapar ainda mais pelas suas paredes de quase 1 metro de espessura toda em pedra, localizada em Trayrás (atual Tupiraçaba, distrito de Niquelândia), hoje apenas ruínas de uma única parede.
Altar de Nosso Senhor dos Passos - o mais belo altar da época colonial de Goiás, localizado em Niquelândia (Antiga São José do Tocantins), na Igreja Matriz São José.
Feitiço de Crixás - terrível briga entre dois feiticeiros, um de Crixás e outro de Pilar, quando alguém dizia que iria em Crixás mandar colocar um feitiço em alguém, já considerava como causa ganha.
As Torres da Igreja de Santa Luzia - eram as mais altas torres sineiras da região, localizadas na Matriz de Santa Luzia (Atual Luziânia). Foram demolidas em 1928.
Folias de Corumbá - Estas folias, bem como os demais componentes da Festa do Divino, Santo Elesbão e Santa Efigênia de Corumbá de Goiás.
Cavalhadas de Pirenópolis - realizadas desde 1826, são a retratação da briga entre mouros e cristãos.